# Kogiidae
Kogiidae é uma família da subordem dos odontocetos composta por um só género (Kogia) que inclui apena duas espécies: o cachalote-anão (Kogia sima)  e o cachalote-pigmeu (Kogia breviceps).